# Cercidoideae
Cercidoideae Legume Phylogeny Working Group, 2017 è una sottofamiglia di piante della famiglia delle Fabacee, comprendente 12 generi e circa 335 specie.

## Descrizione
La sottofamiglia comprende alberi, arbusti e piante rampicanti.

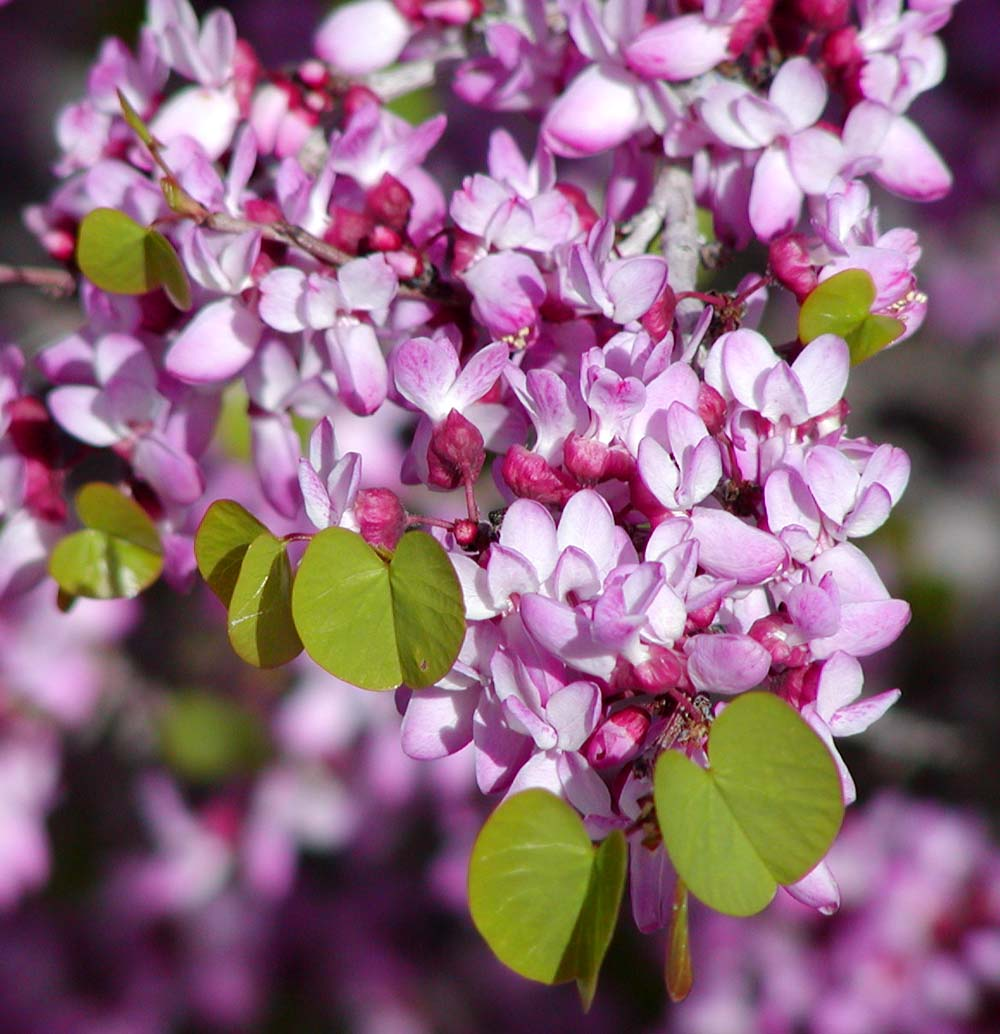
Foglie e fiori di Cercis occidentalis

Le foglie sono unifoliolate e bilobate, o più raramente composte e bifoliolate; in alcune specie (Brenierea) i rami possono essere modificati in cladodi appiattiti; alcune specie (Bauhinia) hanno nettàri extra-floreali nel contesto delle stipole.
L'infiorescenza racemosa è composta da fiori bisessuali o raramente unisessuali, zigomorfi, talvolta papilionati (Cercis), che usualmente presentano 10 stami disposti in due spirali di lunghezza alternata.
Altra caratteristica delle specie di questo raggruppamento è la presenza sui semi di un insolito ilo apicale a forma di mezzaluna.

## Distribuzione e habitat
Le Cercidoidee hanno una distribuzione cosmopolita e popolano habitat differenti, dalle foreste di latifoglie e foreste miste temperate in Eurasia, Cina e Nord America, alle foreste pluviali dell'America Latina, Africa e Asia.

## Tassonomia
Questo raggruppamento in passato era incluso nella sottofamiglia Caesalpinioideae con il rango di tribù (Cercideae). Recenti studi filogenetici lo hanno elevato al rango di sottofamiglia a sé stante.

Fiore di Bauhinia variegata

La sottofamiglia comprende i seguenti generi:
- Adenolobus (Harv.) Torre & Hillc.
- Barklya F.Muell.
- Bauhinia L.
- Brenierea Humbert
- Cercis L.
- Gigasiphon Drake
- Griffonia Baill.
- Lysiphyllum (Benth.) de Wit
- Phanera Lour.
- Piliostigma Hochst.
- Schnella Raddi
- Tylosema (Schweinf.) Torre & Hillc.